# Pietro I (catholicos di Iberia)
Pietro I, o Petre I (in georgiano პეტრე I?; fl. V secolo), fu il primo arcivescovo georgiano ad assumere il titolo di Catholicos. Guidò la chiesa del paese caucasico dal 467 al 474 circa per volere del sovrano Vakhtang I di Iberia. È stato canonizzato il 17 ottobre 2002.

## Biografia
Nella biografia del sovrano Vakhtang I è scritto che costui conobbe Pietro I, un seguace di Gregorio Nazianzeno, durante le sue visite a Costantinopoli. Contemporaneamente il sovrano poté conoscere anche Samuele I, destinato a succedere a Pietro I come catholicos di Iberia. Nel corso degli anni la vicinanza spirituale tra Pietro I e Vakhtang I, unita al loro comune sforzo teso ad agire in nome della Chiesa, contribuirà grandemente all'instaurazione di amichevoli relazioni politiche tra lo Stato georgiano e l'Impero bizantino, nonché all'ottenimento dell'autocefalia da parte della Chiesa georgiana.
Dopo il suo ritorno in patria, il sovrano inviò un emissario nell'Impero bizantino al fine di trovare una moglie e di chiedere al patriarca di Costantinopoli di accelerare l'invio di Pietro I e di 12 vescovi in Georgia. Al primate della Chiesa bizantina fu anche richiesto di innalzare a catholicos lo stesso Pietro I e di consacrare vescovo Samuele I. Il patriarca approvò le richieste sottopostegli, ma dal momento che la Chiesa georgiana era ancora sotto la giurisdizione del Patriarcato di Antiochia, Pietro e Samuele furono inviati proprio in quella sede per ricevere l'elevazione. Alcuni anni dopo il loro arrivo in Georgia la Chiesa locale ottenne l'autocefalia (484 o 486). Si presume che Pietro assunse la funzione di catholicos dal 467 al 474, per lasciare poi il posto a Samuele I, ma conservando però un ruolo di primo piano nella realtà ecclesiale e politica del paese.
Pietro I guidò la Chiesa georgiana stabilendo una forma di autogoverno che contribuì ad incrementare l'autorevolezza della struttura ecclesiastica. Il rispetto reciproco e la cooperazione esistente tra il catholicos ed il sovrano costituirono le basi per le future relazioni armoniose tra il potere secolare e quello religioso nel paese caucasico. A testimonianza di questa stretta collaborazione fra i due poteri nel 502 Pietro I accompagnò Vakhtang I nella guerra contro i persiani.

## Culto
Canonizzato dalla Chiesa ortodossa georgiana nel 2002, viene commemorato il 30 novembre.